# Haarfarnähnliches Spaltzahnmoos

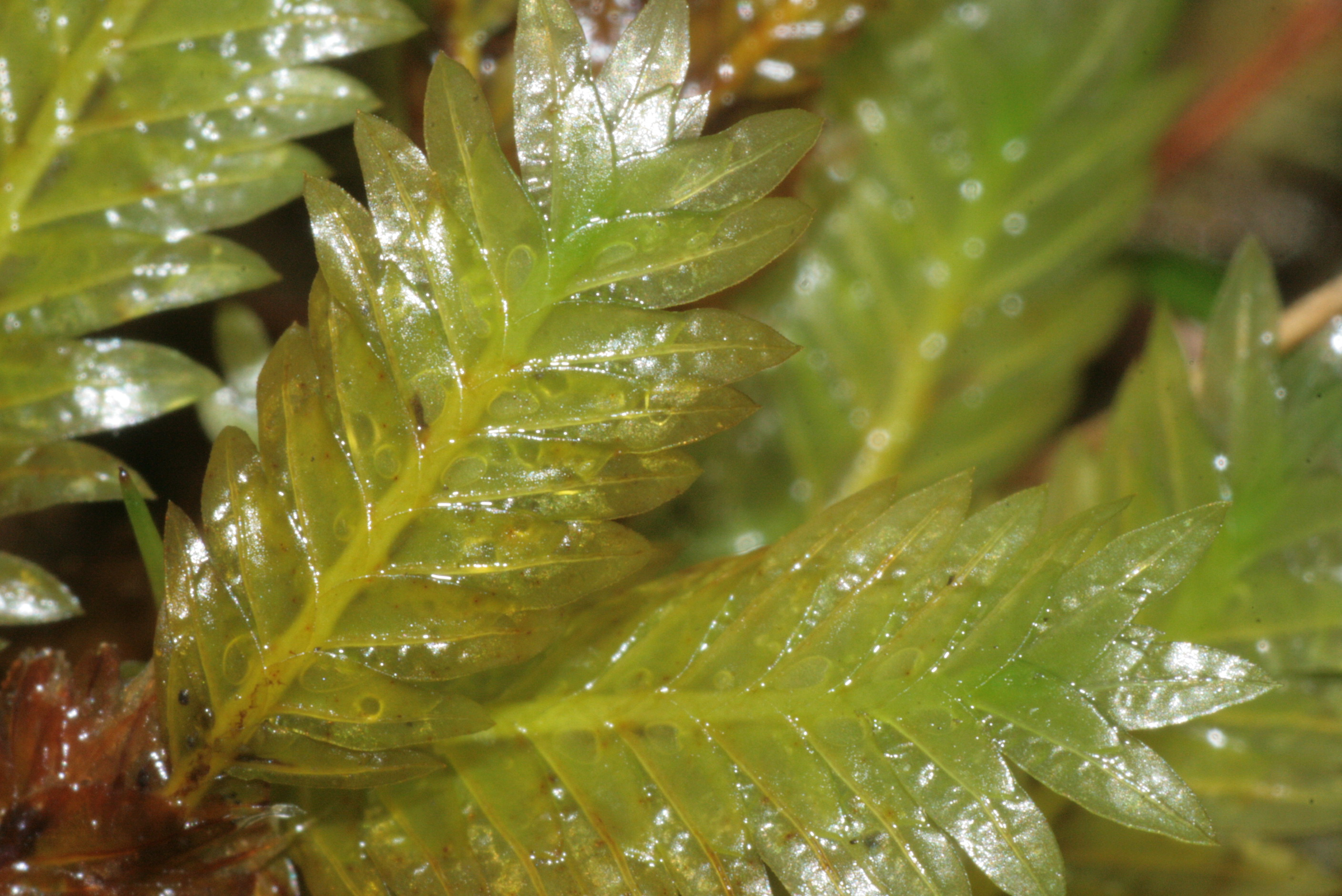
Blätter

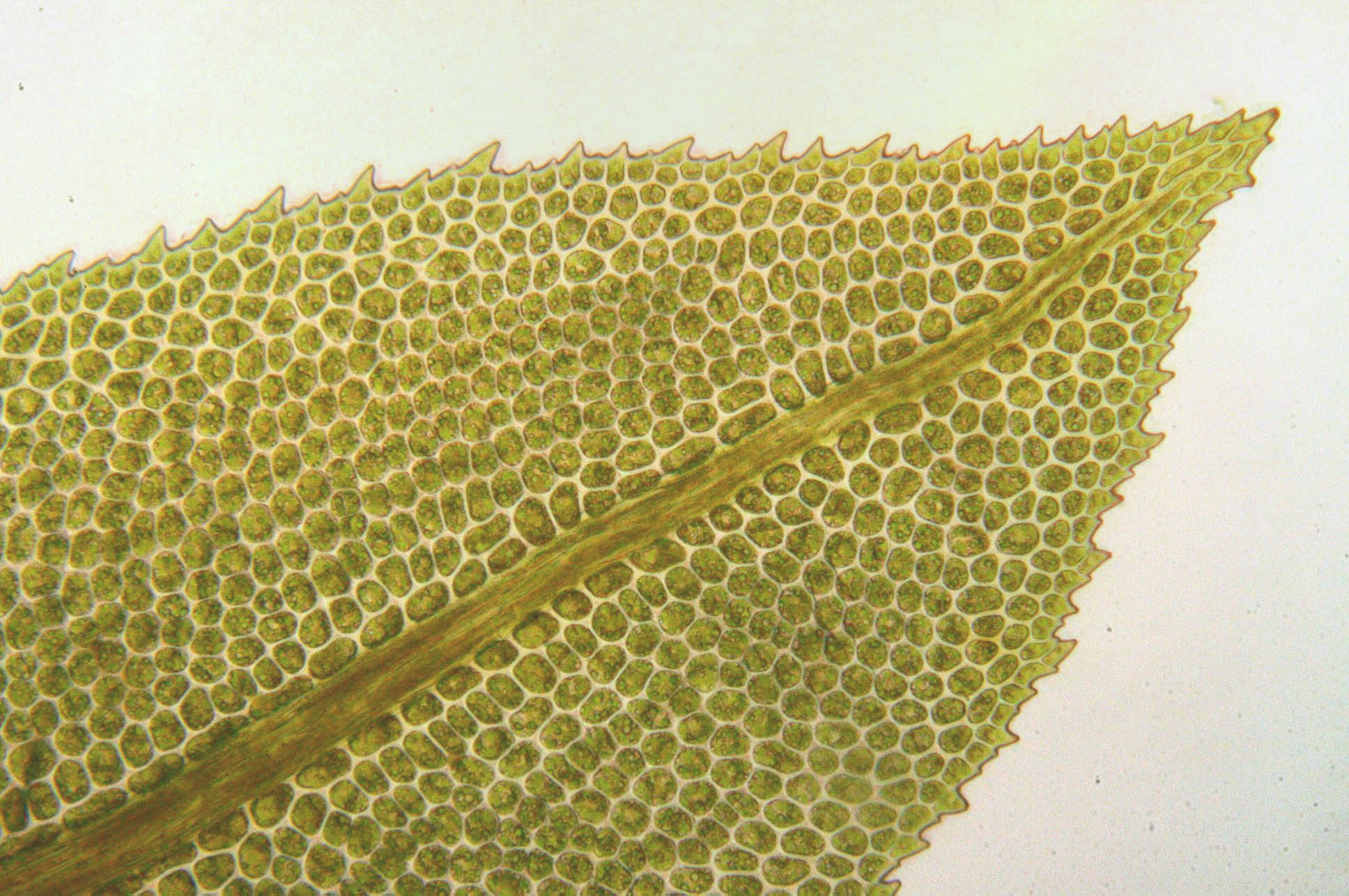
Blattspitze

Das Haarfarnähnliche Spaltzahnmoos (Fissidens adianthoides) ist eine Laubmoos-Art aus der Familie Fissidentaceae.

## Merkmale
Das Haarfarnähnliche Spaltzahnmoos wächst in lockeren, grünen oder dunkelgrünen bis bräunlichgrünen Rasen. Die kräftigen und wenig verzweigten Sprosse sind etwa 2 bis 10 Zentimeter lang und dicht zweizeilig beblättert. Die zungenförmigen bis lanzettlichen Blätter sind in eine scharfe Spitze verschmälert. Gegen die Blattspitze zu sind sie an den Rändern unregelmäßig gezähnt. Der obere Blattspreitenteil ist meist kürzer als der Scheidenteil. Die Blattrippe endet meist knapp vor der Blattspitze. 
Die einschichtig angeordneten Laminazellen sind etwas undurchsichtig, rundlich bis abgerundet eckig und etwa 12 bis 20 µm groß. An den Blatträndern sind die Zellen in 2 bis 4 Reihen etwas heller und dickwandiger. 
Die rötliche, bis 3 Zentimeter lange Seta entspringt im mittleren Teil der Sprosse und trägt die schwach gekrümmte, geneigte bis waagrechte Sporenkapsel. Der Kapseldeckel hat einen langen schiefen Schnabel. Sporen sind fast glatt bis fein papillös und 14 bis 24 µm groß. Sporophyten werden nicht selten gebildet, Sporenreife ist von Spätherbst bis Frühjahr. 
Die Pflanzen sind einhäusig oder zweihäusig.

## Standortansprüche und Verbreitung
Das Moos wächst auf nassen, basenreichen, oft kalkhaltigen bis schwach sauren, lichten bis halbschattigen Standorten: Sümpfe, Niedermoore, Feuchtwiesen, Gräben, Quellfluren, Wasserfälle, Ufer von Gewässern.
Vorkommen gibt es in Europa, Asien, Nordafrika, auf den Azoren, Kanarischen Inseln und Madeira, in Nord- und Südamerika, Australien und Neuseeland. In Mitteleuropa ist es vom Flachland bis in die subalpine Stufe verbreitet, jedoch nicht häufig.

## Sonstiges
Diese Spaltzahnmoos-Art ist eine der größten mitteleuropäischen Arten aus der Gattung. Es ist dem Kamm-Spaltzahnmoos (Fissidens dubius) ähnlich, unterscheidet sich von diesem unter anderem aber durch andere Standortansprüche, die größere Wuchsform und größere Blattzellen.
Durch Trockenlegung von Feuchtstandorten und anderen Entwässerungsmaßnahmen in den letzten Jahrzehnten ist die Art allgemein im Rückgang.